# 레보차구

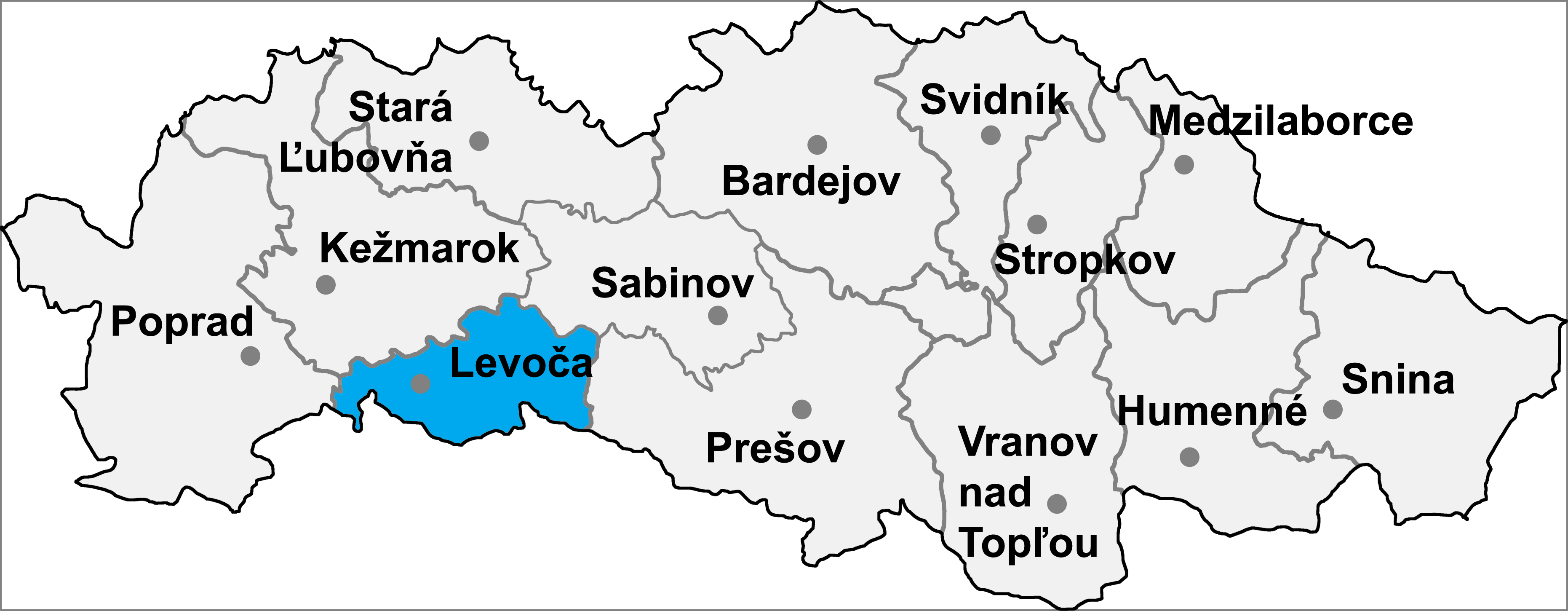
레보차구의 위치

레보차구(슬로바키아어: Okres Levoča)는 슬로바키아 프레쇼우주를 구성하는 13개 구 가운데 하나로 행정 중심지는 레보차이며 면적은 421km2, 인구는 33,391명(2014년 기준), 인구 밀도는 79.31명/km2이다.
프레쇼우주 남서부에 위치하며 33개 지방 자치체(2개 시, 31개 마을)를 관할한다. 북쪽으로는 케주마로크구, 사비노우구, 동쪽으로는 프레쇼우구, 남쪽으로는 코시체주 스피슈스카노바베스구, 서쪽으로는 포프라트구와 접한다.